# 臺灣教育
台灣教育，歷經自荷西時期的宗教跟語文教育，之後明鄭時期建設孔廟太學、清治時期建設書院、日治時期成立學校制度、戰後的戒嚴時期教育和九年國民義務教育，直到解嚴後的教育改革。

## 歷史
臺灣教育相對於臺灣開發史而言，啟蒙相當的早。如果不包含沒有文字記載的平埔族及臺灣原住民等的史前教育方式，可溯源自1627年的荷蘭統治時期。

### 荷治時期
17世纪30年代，跟隨荷蘭東印度公司來臺的傳教士干治士利用羅馬拼音將臺灣新港附近的平埔族語言文字化，並利用該文字開堂教授聖經。該文字因為傳授於平埔族新港社，所以稱為新港文或新港文書。
1636年，荷蘭傳教士尤羅伯更開始在新港社創立學校招收平埔族學童，教授新港文、聖經與羅馬字母。後來，南部平埔族大社中，通通都有類似由傳教士設立的教育機構。這些學校，就是臺灣教育的啟蒙。

### 鄭氏時期
而漢文化教育有系統移值臺灣，則始於鄭成功建立於臺灣的鄭氏政權。1661年鄭成功擊退荷蘭東印度公司後，雖然隔年去世，不過繼承者鄭經與當時主要官員陳永華積極從事臺灣教育工作。1666年，陳永華於當時臺灣首府承天府建造全臺灣第一座孔廟，並在孔廟左廂內設置太學，即今該地（全臺首學）由來，這也是全臺灣的第一所由官方出資興辦的求學場所，名字稱為官學，又因為設於孔廟內又稱為儒學。

### 清治時期
1683年清朝佔領一半臺灣。靖海侯施琅在臺灣設立第一所名為「西定坊書院」的教育場所。這場所為免費入學的義學。1704年清廷於臺設立而真正具有漢人傳統的書院，則是臺南
崇文書院。1683年-1895年，清朝於臺灣設立了數十所書院，這些書院多是官辦或官民合辦。這情形與當時中國大陸學院全由私辦的情形不太相同。
當時臺灣，除了儒學、義學和書院之外，還有小型由私人籌辦的小型書房。這些以八股文為主的教育與現代的教育尚有一段距離。
作為識字的閩南語蒙學書，有《識丁歌》、《千金譜》 等。客家語蒙書則有《四言雜字》。

### 日治時期

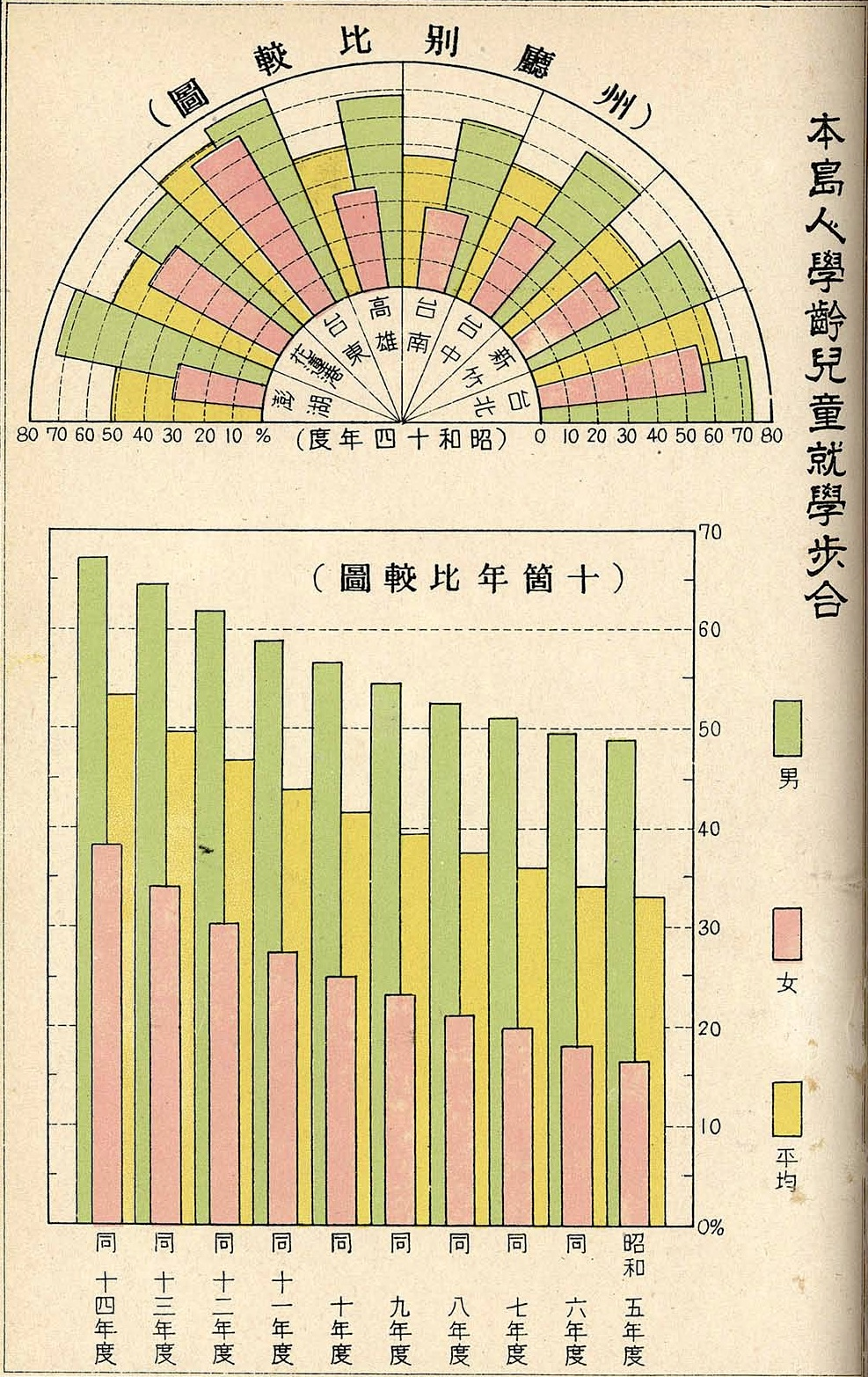
1930-1939年臺灣本島人學齡兒童就學比較圖

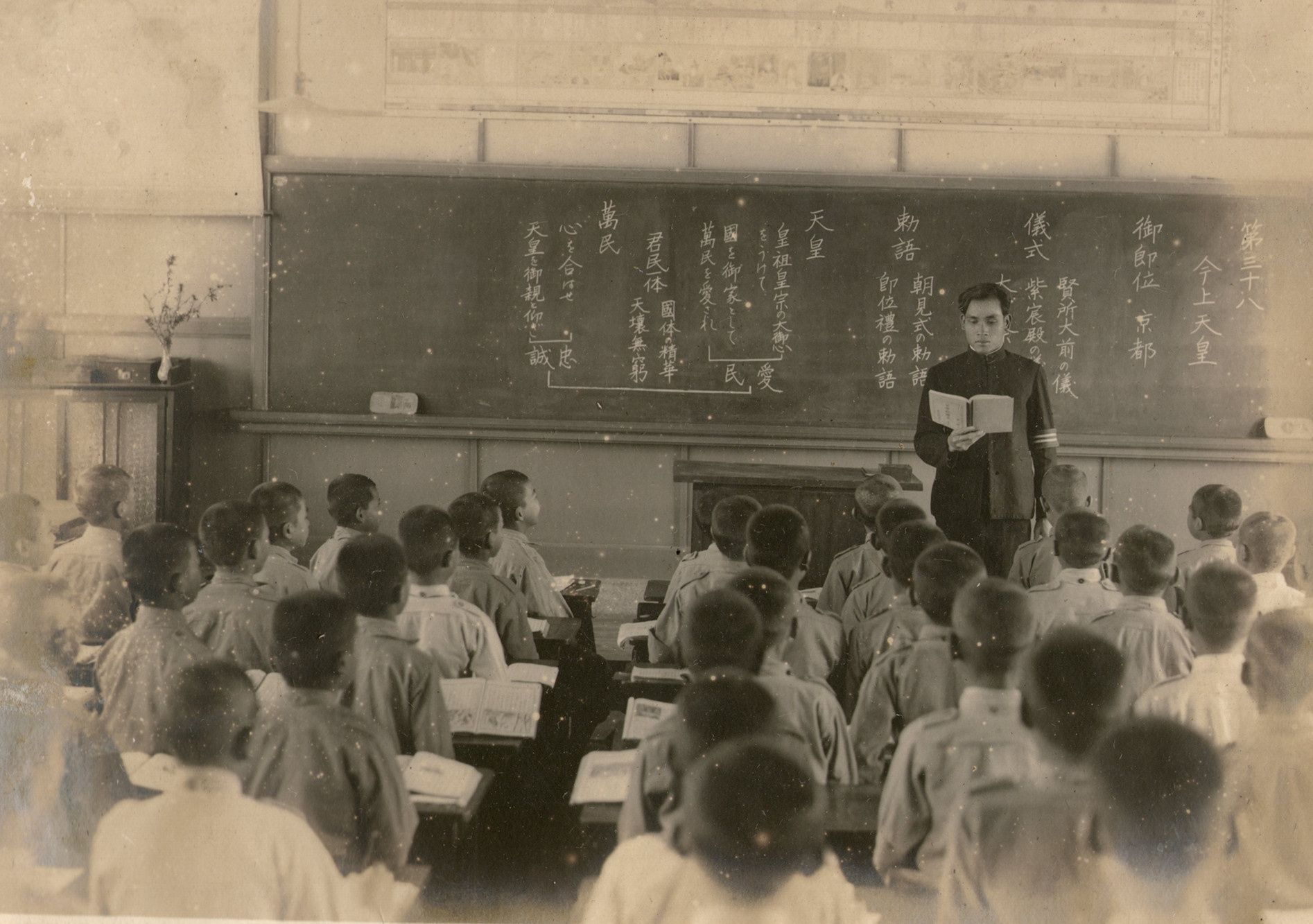
日治時期小學生上課情形

1895年甲午戰爭後，臺灣日治時期開始。1895年7月14日臺灣總督府第一任學務部長伊澤修二，執掌臺灣教育事務。他在設置臺灣公學校意見一文中，建議臺灣總督府於臺灣實施當時日本尚未實施的兒童義務教育。1895年臺灣總督府於臺北市芝山岩設置第一所西式教育場所，也是臺灣第一所小學。（今臺北市士林國小）隨後雖發生六氏先生事件，臺灣總督府仍於1896年設置國語傳習所，設置更多義務小學。之後，1898年國語傳習所於並升格至公學校，1941年再改為國民學校。1943年，全臺灣小學共1099所，小學生932525人。臺灣人民的義務教育普及率為71%，全亞洲只低於日本，已達先進國家之列。
此外，日治時期的初等教育除了公學校、小學校、國民學校等制度外，還有專門為臺灣原住民設置的蕃童教育所與蕃人公學校。
中等教育方面，為普及教育需要的大量師資，日人採公費制的師範學校制度。重要的有臺北師範學校與臺南師範學校等。除師範教育外，經濟考量的職業學校也是日治時期中等教育重點，包含農工商漁都廣設職業學校。而普通教育的中學校，早期僅讓日人就讀，也僅有兩間中學校，分別為臺灣總督府臺北中學校(今建國中學)、臺灣總督府臺南中學校（今臺南二中）。後在臺灣士紳的奔走與集資下，於1915年成立臺灣公立臺中中學校(今臺中一中)，第一所臺灣人就讀的學校方始成立。
而1923年（大正12年）設立臺灣總督府臺中師範學校。1931年臺灣總督府臺南高等工業學校。1940年臺灣總督府於屏東新竹師範學校。1943年臺中農林專門學校獨立，也陸續升格為高等學院。(註冊學生須具備初中畢業資格)
女子教育部分，隨著教育政策的改變和社會的變遷，女子教學的內容日趨多元，但主要目標仍是期望女性成為「賢妻良母」，而非訓練女性能自立更生。1896年後「國語學校」以手工藝為號召，正式成立女子分教場，而後從初等教育發展出中等女學校，但直到1930年代之後，女性受教育的情況才逐漸普遍。1919年後接連設立專收臺人女性的彰化及臺南兩所高等女學校，各地紛紛也增設中學校、高等女學校、師範學校女子部，以及農業、商業及家政教育等學校。早期的課程重點在語言、藝能等項目，1930年代之後也加入遊戲、運動等課外活動，為女性的身心健康、社會風氣的開放影響深遠。然而，蓬勃發展的女子教育並未延伸至高等教育，許多有志向學的女性，多選擇海外留學。
高等教育，日治時期並非義務教育，很多高等學校都是限制一定比例的日人就讀，故考入就讀的臺籍生程度均佳。至於大學，於1928年設立全臺第一所大學臺北帝國大學，方奠定臺灣學術的基礎。
雖然日本人在臺灣普設西式的學校，但是傳統的私塾卻一直到皇民化運動時期才相繼消失。

### 戰後時期
中華民國政府遷台早期，大力推行去日本化，強力推行國語教育，被認為是國民黨五十年愛國教育。，教育資源與體制則約承襲日治時期後期與中華民國政府在中國大陸時期的綜合體制。
中華民國政府於1968年（民國57年）開始實施九年國民教育後。直至今日，接受六年學制的國民小學和三年學制的國民中學教育對於中華民國的所有及齡國民是一项應盡的義務。而大約95%以上的國中畢業生會選擇進入三年學制的高級中等學校繼續升學，或進入五年制專科學校。而高中，大學，研究所等等的各級學校遴選，現今大都依舊有名稱不同的考試遴選方式。除此，亦有以高等教育為主的回流教育；比方在職專班。截至2015年8月，臺灣有158所大專院校提供高等教育，當中又可分為普通教育（大學、獨立學院）、技職教育（科技大學、技術學院）兩大體系。每年約有14萬名考生參加1月底或2月初的大學學測；約有7萬名考生參加7月1日~7月3日的大學指考；九十九年大學指考分發結果，學生錄取率達94.87%。另有約16萬名考生參加5月中的四技二專統測，九十九年四技二專日間部登記分發結果，學生錄取率為85.44％。臺灣有153所大學院校設有研究所，但是每年也有許多學生選擇出國留學，包括平均每年赴美國留學的1.3萬人。2009年度中華民國中央政府總預算中，有18.7%的經費編列為教育科學文化方面。

## 法人

### 國立
縣市地方政府建立的公立學校

### 私立
私立綜合性大學及學院有：天主教輔仁大學(1960年復校)、東吳大學(1954年復校)、淡江大學(1950年設立為英專、1980年改制大學)、東海大學(1955年設立)、中原大學(1955年設立、1980年改制大學)、逢甲大學(1961年設立、1980年改制大學)、靜宜大學(1956年設立、戒嚴時期為獨立學院)、中國文化大學(1963年設立研究所、1964年設立學院、1980年改制大學)及大同工學院(1956年設立時為工專,1963年改制為大同工學院,1999改名大學)
私立醫學大學有：台北醫學大學、高雄醫學大學、中國醫藥大學、中山醫學大學

### 市立
直轄市地方政府建立的公立學校

## 中等教育
屬於中等教育的學校，在十二年國民基本教育實施後依國民小學及國民中學學生成績評量準則規定國中九年級生均需要透過參加國中教育會考以瞭解國中學習成效，多數高中職也以此當免試入學超額比序作業時的參考要素。
臺灣的高級中等學校不屬義務教育，必須通過免試入學來申請或分發到各學校。臺灣的高級中等學校分為普通型高級中等學校、技術型高級中等學校、單科型高級中等學校、綜合型高級中等學校四種，及等同於前述學制之進修學校及五年制專科學校（前3年）另外，因應培育中華民國國軍幹部人才之需要，設有中正國防幹部預備學校，為三年制高級中等教育。
普通型高級中等學校則於一年級設置綜合性科目，二年級起則由各校自行劃分多個班群，不同班群會有各自的必修科目，且一樣由學校自行制定，學生則可以選擇進入自己想就讀的班群；技術型高級中等學校依照職業類群分科；綜合型高級中等學校則是結合普通型高級中等學校類科課程和技術型高級中等學校類科課程，一年級設置普通高中課程及職業試探，二年級依興趣探索選擇普通學術類發展（學術學程）或職業技術類專門技能（專門學程）；而就讀中正預校的學生必須升讀三軍軍官學校或國防大學。
屬於技術型高中的學校，計有國立79所，以上高級中等學校均需透過參加免試入學統一分發，方能錄取。1968年實施九年國民義務教育，因國民教育為每一位國民應接受的教育，此後，又針對為從事職業生涯準備的國民中學學生於三年級時實施技藝教育，使學生謀得一技之長，畢業後可報考進入高級職業學校之實用技能班；2014年8月起實施十二年國教，高級職業學校改為技術型高級中等學校，除改制或新設學校之外，不須即時更改校名全銜，但法律定位已有所調整。

## 高等教育
高等教育學校隸屬教育部高教司管轄，屬於高等教育的院校計有國立大學23所、國立藝術大學3所、國立體育大學2所、私立大學29所、私立醫學大學4所、私立醫學院1所、私立管理學院2所，以上共63所；屬於師範體系計有國立師範大學3所、國立教育大學2所，合計5所。以上大學校院均需透過參加大學學科能力測驗或大學入學分科測驗，方能錄取。
高教體系在臺灣社會擁有極高的影響力，從公民直選後的所有中華民國總統，一直到中央各部會的政府官員、各教育層級的教師、社會上的律師以及醫師等等皆為高教體系完全壟斷的領域。
1950年代，台灣的大學院校為四所，1973年行政院曾下令禁止私立學校成立，1985年後才又重新開放。隨著時代背景改變，1994年「四一〇教改遊行」訴求影響「廣設高中大學」，2008年名列世界前1000大的大學有20所；學生人數由5000多人，增加到131萬3千多人，2006年以考試方式入學的錄取率為90.93%，若加上其他升學方式，大學錄取率超過100%。直到2012年，台灣的大專院校已達162所。
台灣高等教育院校的經費預算原本主要收入為政府所分配的年度預算，受到全球化和學校增加的影響，財務結構的重心往校務基金和自籌款項傾斜，而校務基金的來源除了政府編列的預算撥付外，還有學雜費、推廣教育、建教合作、場地設備管理、捐贈、孳息、其他等來源。

## 高等技職教育
在中華民國，屬於高等技職教育的學校計有國立技職校院13所、國立專科學校2所、私立技職校院58所、私立專科學校10所，隸屬教育部技職司管轄。屬於高等技職教育體系之大學校院，考生須透過參加四技二專統一入學測驗，方能錄取。

2014年，《技術及職業教育法》三讀通過，確立高等技職教育在台灣技職體系之定位及責任。

設有軍校7所、警校2所，則是採單獨招生方式，錄取學生，考生需個別報考，參加各校所舉辦的考試，方能錄取。

## 陸生報考大專院校
2011年開始，中華民國政府開放中國大陸籍（即有中華人民共和國國籍）的學生（通稱「陸生」，不含港、澳）報考台灣大專院校。其中，私立大學開放大學部（學士班、本科）與研究所（碩、博士班）招生，國立大學僅開放研究所招生（離島的國立澎湖科技大學、國立金門大學除外）。
2014年，國立大學也全部開放陸生本科生招生。但有名額限制，每屆只招五名。
2014年，劉積亮取得陸生第一個台灣博士學位，畢業院校為國立中山大學中國與亞太區域研究所。

## 種類

### 師範教育
臺灣師範教育始於1896年創立之臺灣總督府國語學校師範部，師範部又分甲、乙兩科，甲科招收日籍學生培育為「教諭」，即為正式合格教師；乙科招收臺籍學生培育為「訓導」，即為正式教師之助教。後於1899年於臺北縣、臺中縣及臺南縣各創立臺北師範學校（第一代）、臺中師範學校（第一代）及臺南師範學校（第一代），培育大量臺籍教師，以教育作為語言、文化、政治傳播工具，便於統治殖民地。1902年因臺灣初等學校（小學校、公學校）設立狀況不佳，導致教師人數供過於求，總督府為樽節公帑廢除臺北師校、臺中師校，尚有學籍之學生則轉移至臺南師校，而後臺南師校也於1904年廢校。
一戰後總督府修改對臺治理方針採取「內地延長主義」，其中1919年及1922年兩次修改臺灣教育令確立師範教育，將國語學校改制為臺北師範學校（第二代）、臺南師範學校（第二代）；此外推動日臺共學制度，下修臺灣人入學各級學校資格限制，僅需具備國語（日語）能力即可，臺灣人就學率大幅提升；為因應教師需求復辦臺中師範學校（第二代），新辦新竹師範學校（併入中師預科）及屏東師範學校（併入南師預科），臺北師範學校於1927年再分做臺北第一師範學校（今臺北市立大學）及臺北第二師範學校（今國立臺北教育大學）。
戰後初期師資培育制度方面承續中華民國大陸時期的師範教育制度，另外則將日治時代師範學校更名，或新設師校，原日治時代總督府台北、台中、台南三所師範學校改為省立台北、台中、台南師範學校。1946年，將台中師範學校新竹分校及台南師範學校屏東分校，分別擴充改為省立新竹與屏東師範學校。此外，於1945年設立台北市女子師範學校，1948年省立台東及花蓮師範學校亦分別成立。至於中等學校教師的養成機構，則於1946年在台北市創立台灣省立師範學院。所有師範校院均為公立，師範生均享受公費待遇，並有服務義務。另外，為解決嚴重「師資荒」現象，亦採取徵選、考選、訓練與講習等速成管道，以補充師資之不足。
中華民國政府遷台以後，師資培育機構的設置仍以公立為主，師範生均給予公費待遇，中小學則仍採師資分途培育的方式。在小學師資培育方面，1954年增設高雄女子師範學校，1957年又增設嘉義師範學校。1960年起到1967年止，政府分期將全省九所師範學校一律改為師範專科學校，將修業年限由三年改為五年，使小學師資訓練機構，由中等學校提昇到了專科學校，1987年更將九所師專改制為師範學院，小學師資學歷已提高到與中學師資同為大學畢業。至於中學師資培育機構，為了加強培育台灣中等教育師資，1955年將台灣省立師範學院改制為台灣省立師範大學，1967年更名為國立台灣師範大學；為提高台灣中等學校師資素質，於1969年創設台灣省立中等學校教師研習會，1971年擴展為台灣省立教育學院，1980年更名為國立台灣教育學院，在1989年改制為國立彰化師範大學後，許多名額皆為公費；另外，為配合九年國民教育之實施，設立台灣省立高雄師範學院，1980年更名為國立高雄師範學院，並於1989年改制為國立高雄師範大學。台灣此後有三所師範大學、一所普通大學教育系，用以培養中等學校師資。
期間，九年國教開始實施，中學師資需求量遽增，乃公布「國民中學教師儲備及職前訓練辦法」，規定只要修滿教育科目十六學分以上者，即可擔任中等學校教師。而於1967年教育部指定台大、政大、成功及中興大學開設教育選修科目，此外，師大（院）並對擬任國中教師卻未曾修習教育專業科目者，施以職前訓練。1969年「師範教育法」公布實施後，才明定師資培育管道與內容。
1994年，「師範教育法」被修訂為「師資培育法」，「師範教育」成為歷史名詞，「教師法」也於1995年公布實施。自此，中小學師資由師範校院、設有教育院、系、所或教育學程之大學實施，教師資格的取得分為初檢及複檢兩個階段，師資培育以自費為主，公費及助學金為輔。此外，教師培訓採「儲備制」，而教師任用則改為「聘任制」，均為其特色。使得師資培育體系趨向多元化、市場導向的傾向。
後來由於師院畢業只能擔任國小教師，而師大畢業卻在國小、國中、高中皆可任教職，且師大轉型綜合大學較為快速，因而導致師院逐漸地沒落。在1996年行政院教育改革總諮議報告中說：「師範學院設校條件不如一般大學，在追求較大效益的前提下，一方面可將有關校院加以歸併整合，另一方面可考慮轉型為綜合大學，使其發揮較大效益。」。2005年中華民國教育部公布「師範校院定位與轉型發展方案」與「國立台北師範學院等六校成立轉型改名教育大學籌備處」，推動國北師、新竹師院、台中師院、屏東師院、花蓮師院、市立臺北師院等六所師院轉型教育大學，並與鄰近大學整併。2011年中華民國教育部1月26日大學法修正案通過，其中第七條載明教育部擬訂大學合併計畫，報行政院核定後，由大學執行。在此前，2000年（88學年度第二學期），國立嘉義師範學院和國立嘉義技術學院合併為國立嘉義大學。而在2008年，國立花蓮教育大學與國立東華大學合併為新的國立東華大學。2013年8月臺北市立教育大學與臺北市立體育學院合併為臺北市立大學。2014年8月，國立屏東教育大學與國立屏東商業技術學院合併為國立屏東大學。2016年11月國立清華大學與國立新竹教育大學合併為國立清華大學，國立臺東師範學院和國立臺南師範學院分別脫離師範體制改制為綜合大學國立臺東大學和國立臺南大學，目前教育大學僅剩國立臺北教育大學、國立臺中教育大學。
師資培育除了師範院校外，一般大學院校的教育學程也依師資培育法改設立師資培育中心。2004年，台灣有75個師資培育中心，共96個教育學程。爾後因少子化造成流浪教師現象，以及浮濫開放師資培育造成師資素質參差不齊，2015年僅剩33個師資培育中心。

## 教育體系
| 30                                                                      | 研究所 博士班                                                           | 不適用                                                                  | 不適用                                                                  | 不適用                                               | 不適用                                               | 不適用                            | 不適用                            | 不適用                    | 不適用                | 23   |
| 29                                                                      | 研究所 博士班                                                           | 研究所 博士班                                                           | 不適用                                                                  | 不適用                                               | 不適用                                               | 不適用                            | 不適用                            | 不適用                    | 不適用                | 22   |
| 28                                                                      | 研究所 碩士班                                                           | 研究所 博士班                                                           | 研究所 博士班                                                           | 不適用                                               | 不適用                                               | 不適用                            | 不適用                            | 不適用                    | 不適用                | 21   |
| 27                                                                      | 研究所 碩士班                                                           | 研究所 碩士班                                                           | 研究所 博士班                                                           | 研究所 博士班                                        | 研究所 博士班                                        | 研究所 博士班                     | 研究所 博士班                     | 不適用                    | 不適用                | 20   |
| 26                                                                      | 七年制 大學 部分中醫學系                                                | 研究所 碩士班                                                           | 研究所 碩士班                                                           | 研究所 博士班                                        | 研究所 博士班                                        | 研究所 博士班                     | 研究所 博士班                     | 不適用                    | 不適用                | 19   |
| 25                                                                      | 七年制 大學 部分中醫學系                                                | 六年制 大學 醫學系 中醫學系 牙醫學系 藥學系 部分物理治療學系 獸醫學系   | 研究所 碩士班                                                           | 研究所 碩士班                                        | 研究所 碩士班                                        | 研究所 碩士班                     | 研究所 碩士班                     | 不適用                    | 二年制 空中大學       | 18   |
| 24                                                                      | 七年制 大學 部分中醫學系                                                | 六年制 大學 醫學系 中醫學系 牙醫學系 藥學系 部分物理治療學系 獸醫學系   | 五年制 大學 法律學系 建築學系                                           | 研究所 碩士班                                        | 研究所 碩士班                                        | 研究所 碩士班                     | 研究所 碩士班                     | 不適用                    | 二年制 空中大學       | 17   |
| 23                                                                      | 七年制 大學 部分中醫學系                                                | 六年制 大學 醫學系 中醫學系 牙醫學系 藥學系 部分物理治療學系 獸醫學系   | 五年制 大學 法律學系 建築學系                                           | 四年制 大學                                          | 四年制 技術學院 科技大學 （四技）                    | 二年制 技術學院 科技大學 （二技） | 二年制 技術學院 科技大學 （二技） | 不適用                    | 二年制 技術學院進修部 | 16   |
| 22                                                                      | 七年制 大學 部分中醫學系                                                | 六年制 大學 醫學系 中醫學系 牙醫學系 藥學系 部分物理治療學系 獸醫學系   | 五年制 大學 法律學系 建築學系                                           | 四年制 大學                                          | 四年制 技術學院 科技大學 （四技）                    | 二年制 技術學院 科技大學 （二技） | 二年制 技術學院 科技大學 （二技） | 不適用                    | 二年制 技術學院進修部 | 15   |
| 21                                                                      | 七年制 大學 部分中醫學系                                                | 六年制 大學 醫學系 中醫學系 牙醫學系 藥學系 部分物理治療學系 獸醫學系   | 五年制 大學 法律學系 建築學系                                           | 四年制 大學                                          | 四年制 技術學院 科技大學 （四技）                    | 二年制 專科學校 （二專）          | 五年制 專科學校 （五專）          | 不適用                    | 二年制 專科學校進修部 | 14   |
| 20                                                                      | 七年制 大學 部分中醫學系                                                | 六年制 大學 醫學系 中醫學系 牙醫學系 藥學系 部分物理治療學系 獸醫學系   | 五年制 大學 法律學系 建築學系                                           | 四年制 大學                                          | 四年制 技術學院 科技大學 （四技）                    | 二年制 專科學校 （二專）          | 五年制 專科學校 （五專）          | 不適用                    | 二年制 專科學校進修部 | 13   |
| 19                                                                      | 七年制 大學 部分中醫學系                                                | 六年制 大學 醫學系 中醫學系 牙醫學系 藥學系 部分物理治療學系 獸醫學系   | 五年制 大學 法律學系 建築學系                                           | 四年制 大學                                          | 四年制 技術學院 科技大學 （四技）                    | 二年制 專科學校 （二專）          | 五年制 專科學校 （五專）          | 不適用                    | 二年制 專科學校進修部 | 13   |
| 三年制 普通型高級中等學校 綜合型高級中等學校學術學程 單科型高級中等學校 | 三年制 普通型高級中等學校 綜合型高級中等學校學術學程 單科型高級中等學校 | 三年制 普通型高級中等學校 綜合型高級中等學校學術學程 單科型高級中等學校 | 三年制 普通型高級中等學校 綜合型高級中等學校學術學程 單科型高級中等學校 | 三年制 技術型高級中等學校 綜合型高級中等學校專門學程 | 三年制 技術型高級中等學校 綜合型高級中等學校專門學程 | 三年制 高級中等特殊學校           | 五年制 專科學校 （五專）          | 三年制 高級中等學校進修部 | 12                    |      |
| 三年制 普通型高級中等學校 綜合型高級中等學校學術學程 單科型高級中等學校 | 三年制 普通型高級中等學校 綜合型高級中等學校學術學程 單科型高級中等學校 | 三年制 普通型高級中等學校 綜合型高級中等學校學術學程 單科型高級中等學校 | 三年制 普通型高級中等學校 綜合型高級中等學校學術學程 單科型高級中等學校 | 三年制 技術型高級中等學校 綜合型高級中等學校專門學程 | 三年制 技術型高級中等學校 綜合型高級中等學校專門學程 | 三年制 高級中等特殊學校           | 五年制 專科學校 （五專）          | 三年制 高級中等學校進修部 | 12                    | 18   |
| 三年制 普通型高級中等學校 綜合型高級中等學校學術學程 單科型高級中等學校 | 三年制 普通型高級中等學校 綜合型高級中等學校學術學程 單科型高級中等學校 | 三年制 普通型高級中等學校 綜合型高級中等學校學術學程 單科型高級中等學校 | 三年制 普通型高級中等學校 綜合型高級中等學校學術學程 單科型高級中等學校 | 三年制 技術型高級中等學校 綜合型高級中等學校專門學程 | 三年制 技術型高級中等學校 綜合型高級中等學校專門學程 | 三年制 高級中等特殊學校           | 五年制 專科學校 （五專）          | 三年制 高級中等學校進修部 | 11                    |      |
| 三年制 普通型高級中等學校 綜合型高級中等學校學術學程 單科型高級中等學校 | 三年制 普通型高級中等學校 綜合型高級中等學校學術學程 單科型高級中等學校 | 三年制 普通型高級中等學校 綜合型高級中等學校學術學程 單科型高級中等學校 | 三年制 普通型高級中等學校 綜合型高級中等學校學術學程 單科型高級中等學校 | 三年制 技術型高級中等學校 綜合型高級中等學校專門學程 | 三年制 技術型高級中等學校 綜合型高級中等學校專門學程 | 三年制 高級中等特殊學校           | 五年制 專科學校 （五專）          | 三年制 高級中等學校進修部 | 17                    |      |
| 三年制 普通型高級中等學校 綜合型高級中等學校學術學程 單科型高級中等學校 | 三年制 普通型高級中等學校 綜合型高級中等學校學術學程 單科型高級中等學校 | 三年制 普通型高級中等學校 綜合型高級中等學校學術學程 單科型高級中等學校 | 三年制 普通型高級中等學校 綜合型高級中等學校學術學程 單科型高級中等學校 | 三年制 技術型高級中等學校 綜合型高級中等學校專門學程 | 三年制 技術型高級中等學校 綜合型高級中等學校專門學程 | 三年制 高級中等特殊學校           | 五年制 專科學校 （五專）          | 三年制 高級中等學校進修部 | 10                    |      |
| 三年制 普通型高級中等學校 綜合型高級中等學校學術學程 單科型高級中等學校 | 三年制 普通型高級中等學校 綜合型高級中等學校學術學程 單科型高級中等學校 | 三年制 普通型高級中等學校 綜合型高級中等學校學術學程 單科型高級中等學校 | 三年制 普通型高級中等學校 綜合型高級中等學校學術學程 單科型高級中等學校 | 三年制 技術型高級中等學校 綜合型高級中等學校專門學程 | 三年制 技術型高級中等學校 綜合型高級中等學校專門學程 | 三年制 高級中等特殊學校           | 五年制 專科學校 （五專）          | 三年制 高級中等學校進修部 | 16                    |      |
| 三年制 國民中學                                                         | 三年制 國民中學                                                         | 三年制 國民中學                                                         | 三年制 國民中學                                                         | 三年制 國民中學                                      | 三年制 國民中學                                      | 三年制 國民中學                   | 三年制 國民中學特殊教育           | 三年制 國民中學補校       | 9                     |      |
| 三年制 國民中學                                                         | 三年制 國民中學                                                         | 三年制 國民中學                                                         | 三年制 國民中學                                                         | 三年制 國民中學                                      | 三年制 國民中學                                      | 三年制 國民中學                   | 三年制 國民中學特殊教育           | 三年制 國民中學補校       | 9                     | 15   |
| 三年制 國民中學                                                         | 三年制 國民中學                                                         | 三年制 國民中學                                                         | 三年制 國民中學                                                         | 三年制 國民中學                                      | 三年制 國民中學                                      | 三年制 國民中學                   | 三年制 國民中學特殊教育           | 三年制 國民中學補校       | 8                     |      |
| 三年制 國民中學                                                         | 三年制 國民中學                                                         | 三年制 國民中學                                                         | 三年制 國民中學                                                         | 三年制 國民中學                                      | 三年制 國民中學                                      | 三年制 國民中學                   | 三年制 國民中學特殊教育           | 三年制 國民中學補校       | 14                    |      |
| 三年制 國民中學                                                         | 三年制 國民中學                                                         | 三年制 國民中學                                                         | 三年制 國民中學                                                         | 三年制 國民中學                                      | 三年制 國民中學                                      | 三年制 國民中學                   | 三年制 國民中學特殊教育           | 三年制 國民中學補校       | 7                     |      |
| 三年制 國民中學                                                         | 三年制 國民中學                                                         | 三年制 國民中學                                                         | 三年制 國民中學                                                         | 三年制 國民中學                                      | 三年制 國民中學                                      | 三年制 國民中學                   | 三年制 國民中學特殊教育           | 三年制 國民中學補校       | 13                    |      |
| 六年制 國民小學                                                         | 六年制 國民小學                                                         | 六年制 國民小學                                                         | 六年制 國民小學                                                         | 六年制 國民小學                                      | 六年制 國民小學                                      | 六年制 國民小學                   | 六年制 國民小學特殊教育           | 六年制 國民小學補校       | 6                     |      |
| 六年制 國民小學                                                         | 六年制 國民小學                                                         | 六年制 國民小學                                                         | 六年制 國民小學                                                         | 六年制 國民小學                                      | 六年制 國民小學                                      | 六年制 國民小學                   | 六年制 國民小學特殊教育           | 六年制 國民小學補校       | 6                     | 12   |
| 六年制 國民小學                                                         | 六年制 國民小學                                                         | 六年制 國民小學                                                         | 六年制 國民小學                                                         | 六年制 國民小學                                      | 六年制 國民小學                                      | 六年制 國民小學                   | 六年制 國民小學特殊教育           | 六年制 國民小學補校       | 5                     |      |
| 六年制 國民小學                                                         | 六年制 國民小學                                                         | 六年制 國民小學                                                         | 六年制 國民小學                                                         | 六年制 國民小學                                      | 六年制 國民小學                                      | 六年制 國民小學                   | 六年制 國民小學特殊教育           | 六年制 國民小學補校       | 11                    |      |
| 六年制 國民小學                                                         | 六年制 國民小學                                                         | 六年制 國民小學                                                         | 六年制 國民小學                                                         | 六年制 國民小學                                      | 六年制 國民小學                                      | 六年制 國民小學                   | 六年制 國民小學特殊教育           | 六年制 國民小學補校       | 4                     |      |
| 六年制 國民小學                                                         | 六年制 國民小學                                                         | 六年制 國民小學                                                         | 六年制 國民小學                                                         | 六年制 國民小學                                      | 六年制 國民小學                                      | 六年制 國民小學                   | 六年制 國民小學特殊教育           | 六年制 國民小學補校       | 10                    |      |
| 六年制 國民小學                                                         | 六年制 國民小學                                                         | 六年制 國民小學                                                         | 六年制 國民小學                                                         | 六年制 國民小學                                      | 六年制 國民小學                                      | 六年制 國民小學                   | 六年制 國民小學特殊教育           | 六年制 國民小學補校       | 3                     |      |
| 六年制 國民小學                                                         | 六年制 國民小學                                                         | 六年制 國民小學                                                         | 六年制 國民小學                                                         | 六年制 國民小學                                      | 六年制 國民小學                                      | 六年制 國民小學                   | 六年制 國民小學特殊教育           | 六年制 國民小學補校       | 9                     |      |
| 六年制 國民小學                                                         | 六年制 國民小學                                                         | 六年制 國民小學                                                         | 六年制 國民小學                                                         | 六年制 國民小學                                      | 六年制 國民小學                                      | 六年制 國民小學                   | 六年制 國民小學特殊教育           | 六年制 國民小學補校       | 2                     |      |
| 六年制 國民小學                                                         | 六年制 國民小學                                                         | 六年制 國民小學                                                         | 六年制 國民小學                                                         | 六年制 國民小學                                      | 六年制 國民小學                                      | 六年制 國民小學                   | 六年制 國民小學特殊教育           | 六年制 國民小學補校       | 8                     |      |
| 六年制 國民小學                                                         | 六年制 國民小學                                                         | 六年制 國民小學                                                         | 六年制 國民小學                                                         | 六年制 國民小學                                      | 六年制 國民小學                                      | 六年制 國民小學                   | 六年制 國民小學特殊教育           | 六年制 國民小學補校       | 1                     |      |
| 六年制 國民小學                                                         | 六年制 國民小學                                                         | 六年制 國民小學                                                         | 六年制 國民小學                                                         | 六年制 國民小學                                      | 六年制 國民小學                                      | 六年制 國民小學                   | 六年制 國民小學特殊教育           | 六年制 國民小學補校       | 7                     |      |
| 幼兒園                                                                  | 幼兒園                                                                  | 幼兒園                                                                  | 幼兒園                                                                  | 幼兒園                                               | 幼兒園                                               | 幼兒園                            | 學前特殊教育                      | 不適用                    | 不適用                |      |
| 幼兒園                                                                  | 幼兒園                                                                  | 幼兒園                                                                  | 幼兒園                                                                  | 幼兒園                                               | 幼兒園                                               | 幼兒園                            | 學前特殊教育                      | 不適用                    | 不適用                | 6    |
| 幼兒園                                                                  | 幼兒園                                                                  | 幼兒園                                                                  | 幼兒園                                                                  | 幼兒園                                               | 幼兒園                                               | 幼兒園                            | 學前特殊教育                      | 不適用                    | 不適用                | 5    |
| 幼兒園                                                                  | 幼兒園                                                                  | 幼兒園                                                                  | 幼兒園                                                                  | 幼兒園                                               | 幼兒園                                               | 幼兒園                            | 學前特殊教育                      | 不適用                    | 不適用                | 4    |
| 幼兒園                                                                  | 幼兒園                                                                  | 幼兒園                                                                  | 幼兒園                                                                  | 幼兒園                                               | 幼兒園                                               | 幼兒園                            | 學前特殊教育                      | 不適用                    | 不適用                | 3    |
| 年齡                                                                    | 一般教育                                                                | 一般教育                                                                | 一般教育                                                                | 一般教育                                             | 一般教育                                             | 一般教育                          | 一般教育                          | 特殊教育                  | 進修教育              | 學齡 |

- 註：碩士班修業年限為1至4年，博士班修業年限為2至7年，本表皆以2年作為表示。

## 統計
依據中華民國教育部於2006年（民國95年）的學生人數統計，165所大專院校的學生共有1,310,672人，人數最多的前幾所大學為國立臺灣大學(32,233人)、淡江大學(27,543人)、輔仁大學(27,268人)、中國文化大學(26,612人)、國立成功大學(21,362人)、逢甲大學(20,426人)。公立大專院校約佔全體大專院校學生人數的30%。中小學的統計中，以澎湖縣馬公市虎井國民小學和澎湖縣立志清國民中學人數最少，分別有9名和16名學生。

## 相關
- 台灣教育改革
- 台灣大專院校列表
- 台灣研究
- 臺灣大專院校整併
- 在台復校
- 菲律賓師大特教糾正案
- 加強班 (國民中學)
- 台灣國中教育

## 外部連結
- 中華民國教育部（繁體中文）